# 페르시아의 왕자 3D
페르시아의 왕자 3D(Prince of Persia 3D)는 마인드스케이프가 개발하고 레드 오브 엔터테인먼트가 마이크로소프트 윈도우용으로 배급한 1999년 액션 어드벤처 게임이다. 드림캐스트용 이식판이 애벌랜치 소프트웨어에 의해 개발되고 이듬해 "페르시아의 왕자: 아라비안 나이트"(Prince of Persia: Arabian Nights)라는 제목으로 북아메리카에서 마텔 인터랙티브에 의해 배급되었다.
제작은 1997년 시작되어 2년 이상에 걸쳐 지속되었다. 드림캐스트 버전의 선호로 인해 기 예정되었던 플레이스테이션 이식판은 취소되었다. 이 타이틀의 평가는 혼재되어 있으며 비판의 대부분은 게임플레이와 여러 버그에 초점을 두고 있다.

## 평가
| 평론 점수 평론사 점수 드림캐스트 PC CVG N/A 3/10 [ 1 ] 에지 N/A 5/10 [ 2 ] EGM 4/10 [ 3 ] N/A 게임 레볼루션 N/A C− [ 4 ] 게임프로 [ 5 ] [ 6 ] 게임스팟 N/A 6/10 [ 7 ] 게임스파이 N/A 79% [ 8 ] IGN 7.1/10 [ 9 ] 8.2/10 [ 10 ] 넥스트 제네레이션 N/A [ 11 ] PC 게이머 (US) N/A 70% [ 12 ] PC 파워플레이 N/A 65/100 [ 13 ] PC 존 N/A 31% [ 14 ] ODCM (US) 3/10 [ 15 ] N/A 통합 점수 게임랭킹스 61% [ 16 ] 64% [ 17 ] 메타크리틱 58/100 [ 18 ] N/A |            |        |
| 평론 점수 |            |        |
| 평론사 | 점수       | 점수   |
| 평론사 | 드림캐스트 | PC     |
| CVG | N/A        | 3/10   |
| 에지 | N/A        | 5/10   |
| EGM | 4/10       | N/A    |
| 게임 레볼루션 | N/A        | C−     |
| 게임프로 | [ 5 ]      | [ 6 ]  |
| 게임스팟 | N/A        | 6/10   |
| 게임스파이 | N/A        | 79%    |
| IGN | 7.1/10     | 8.2/10 |
| 넥스트 제네레이션 | N/A        | [ 11 ] |
| PC 게이머 (US) | N/A        | 70%    |
| PC 파워플레이 | N/A        | 65/100 |
| PC 존 | N/A        | 31%    |
| ODCM (US) | 3/10       | N/A    |
| 통합 점수 |            |        |
| 게임랭킹스 | 61%        | 64%    |
| 메타크리틱 | 58/100     | N/A    |